# Notoplax conica
Notoplax conica är en blötdjursart som beskrevs av Is. och Iw. Taki 1929. Notoplax conica ingår i släktet Notoplax och familjen Acanthochitonidae. Inga underarter finns listade i Catalogue of Life.